# Japanische Invasion der Molukken
1. Borneo – Tarakan – Celebes – Balikpapan (See) – Balikpapan (Land) – West-Borneo – Samarinda (Ost-Borneo) – Banjarmasin (Süd-Borneo) – Ambon – Straße von Makassar – Sumatra – Palembang – Badung – Timor – Bali – Riau-Inseln – 1. Javasee – Sundastraße – Java – 2. Javasee – Niederländisch-Neuguinea – Kleine Sundainseln – Molukken – 2. Borneo
Die Japanische Invasion der Molukken fand vom 24. bis 31. Juli 1942 als Erweiterung der Operation T (Eroberung von Nord-Sumatra, einschließlich Sabang) während des Pazifikkriegs im Zweiten Weltkrieg statt.
Während der Operation sollten die Inseln des Molukken-Archipels in der Bandasee und dort insbesondere die Inselgruppe der Tanimbarinseln und nach Möglichkeit die Aru-Inseln erobert werden.

## Vorgeschichte

### Die Molukken
Die Molukken bestehen aus etwa 65 Inseln in der Bandasee, südlich von West-Neuguinea, nordöstlich von Timor und nördlich von Darwin in Australien.
Die nordöstlichen Inseln gehören geografisch zur Gruppe der Kleinen Sundainseln. Die Inselgruppen Aru- und Kei-Inseln liegen im Nordosten und die Insel Babar und Timor im Westen. Die Inseln trennen die Bandasee und die Arafurasee.
Der größte Insel ist Yamdena in den Tanimbarinseln mit dem Hauptort Saumlaki am südlichen Ende der Insel.

### NEFIS und dieOperation Plover
Der Niederländische Geheimdienst der Ostindischen Streitkräfte (NEFIS) bildete seine Agenten in Darwin aus. Diese wurden oftmals aus der einheimischen Bevölkerung rekrutiert und hatten die Aufgabe alle Informationen zu sammeln, die im Kampf gegen Japan nützlich sein könnten, einschließlich und insbesondere Informationen über die aktuelle Situation in den besetzten Gebieten Niederländisch-Ostindiens.
Der Dienst war in drei Abteilungen unterteilt, wobei NEFIS-III die Aufgabe hatte, sogenannte Parteien auszusenden. Diese waren für Spionageoperationen vorgesehen, bei denen Agenten mit U-Booten in das besetzte Gebiet gebracht und später wieder abgeholt werden sollten.

#### Operation Plover
Die Operation Plover (Regenpfeifer) war ein kombiniertes niederländisch-australisches Unternehmen in der östlichen Arafurasee Anfang 1942. Hierbei handelte es sich um Inseln, die von den Japanern möglicherweise als Sprungbrett nach Neuguinea, oder für den Bau von Flugzeugstützpunkten, die in Reichweite von Darwin lagen, verwendet werden könnten.
Die Operation umfasste eine Reihe verdeckter Landungen kleinerer Einheiten. Sie sollten entweder die Souveränität der Inseln wiederherstellen, oder verhindern, dass sie von den Japanern als Luftwaffenstützpunkte genutzt werden, oder um verbleibende KNIL-Mitglieder, niederländische Beamte und deren Familien zu evakuieren.

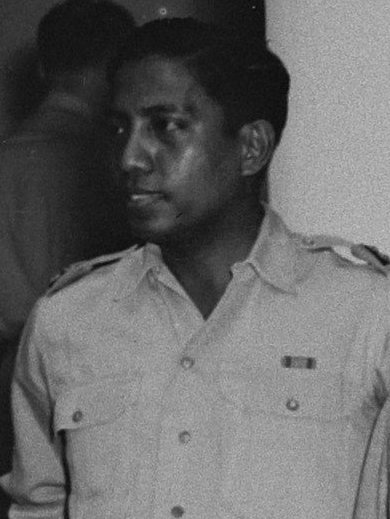
Julius Tahija

Die australische Komponente von Plover war eine 30-köpfige Gruppe der Z-Special Unit unter dem Kommando von Major Bill Jinkins (Gull Force), die mit der Southern Cross und der Chinampa nach Saumlaki fuhr, um dort Kontakt mit dem niederländischen Controller aufzunehmen und dann mit Flüchtlingen nach Darwin zurückzukehren.
Der niederländische Beitrag zu Plover umfasste zwei nach Tual auf den Kei-Inseln entsandte NEFIS-Brigaden, fünf nach Dobo auf den Aru-Inseln entsandte NEFIS-Brigaden und eine von Sergeant Julius Tahija kommandierte NEFIS-Brigade. Diese NEFIS-Agenten waren in erster Linie dafür verantwortlich alle auf den Inseln verbleibenden niederländischen Beamten bei der Aufrechterhaltung der Ordnung und dem Schutz pro-niederländischer Elemente zu unterstützen. Einige bekamen sicherlich auch eine Rolle bei der Bekämpfung japanischer Landungen, bspw. in Saumlaki, Dobo und Tual, aber sie sollten solche Landungen niemals verhindern. Die NEFIS-Teams wurden ohne geplante Unterstützung, Nachschub oder Rückzug auf geheime Selbstmordmissionen geschickt, und viele kehrten nie von diesen verdeckten Operationen zurück.

### Die KNIL auf den Molukken
Schon Ende Januar zerstörten die auf Ceram stationierten rund 100 KNIL-Soldaten die Ölfelder und verließen die Insel.
Zur gleichen Zeit landeten die Japaner auch auf Ambon und eroberten die Insel als erste der Molukken (→ Japanische Invasion von Ambon). Viele der dort stationierten KNIL-Einheiten kamen bei den Kämpfen ums Leben oder gerieten in japanische Kriegsgefangenschaft.
Am 23. Februar bombardierten die Japaner die Banda-Inseln aber die niederländische Verwaltung war schon kurz vorher evakuiert worden. Erst am 8. Mai, nach der eigentlichen Operation T, landeten die Japaner dort.
Ceram wurde schon im Vorfeld der Operation T am 31. März besetzt. Die Landung erfolgte am Strand von Bula.
Im Juli 1942 brachte Sergeant Julius Tahija (NEFIS) eine „Brigade“ mit zwölf KNIL-Soldaten und einem Funker der niederländischen Marine im Rahmen der Operation Plover auf dem Schoner Griffioen nach Saumlaki.
Eine kleine KNIL-Truppe wurde ebenfalls im Juli im Rahmen der Operation Plover auf Kei stationiert, um einheimische Aufstände nieder zu halten. Kommandant der 27 Mann umfassenden Einheit war Leutnant F. Hieronymus.
Die KNIL-Truppe, die im Juli im Rahmen der Operation Plover auf Aru in Dodo stationiert wurde, umfasste 41 Mann.

## Die Landungen
Zur Durchführung der Operation mussten die Japaner Einheiten aus verschiedenen Basen zusammenziehen, da ihre Truppen mittlerweile weit verstreut waren. Die 3. Yokosuka Speziallandungseinheit befand sich auf Ambon, während sich die meisten Truppen der 24. Special Base Force entweder in Babo auf Neuguinea oder auf Misool, südwestlich der Vogelkopfhalbinsel, befanden. Die Landungseinheiten trafen sich auf Ambon und fuhren am 24. Juli nach Misool und nach Babo. Das japanische Oberkommando startete die Operation T am 29. Juli 1942 unter dem Befehl von Konteradmiral Hatakeyama Koichiro. Der Landungstag für die Japaner war der 30. Juli an vier Orten in den Molukken.
Die auslaufende Flotte teilte sich in drei Angriffseinheiten auf, um die Ziele auf den Molukken anzulaufen. Die erste Flotte lief von Babo nach Aru, die zweite Flotte von Misool zu den Kei-Inseln und die dritte Flotte von Ambon nach Babar und Tanimbar.
Die Angriffseinheit für Aru bestand aus der 52. U-Boot-Jagd-Division mit dem U-Boot-Jäger Fukuei Maru No. 15, der einen Zug der 24. Special Base Force trug.
Die Angriffseinheit für die Kei-Inseln bestand aus einer U-Boot-Jagd-Division mit dem Minensuchboot Sōkaitei Nr.8, an Bord die 21. Special Base Force mit einer Kompanie der 3. Yokosuka Speziallandungseinheit und dem Minensuchboot Sōkaitei Nr.16 mit der 22. Special Base Force und einem Zug der 24. Special Base Force an Bord.

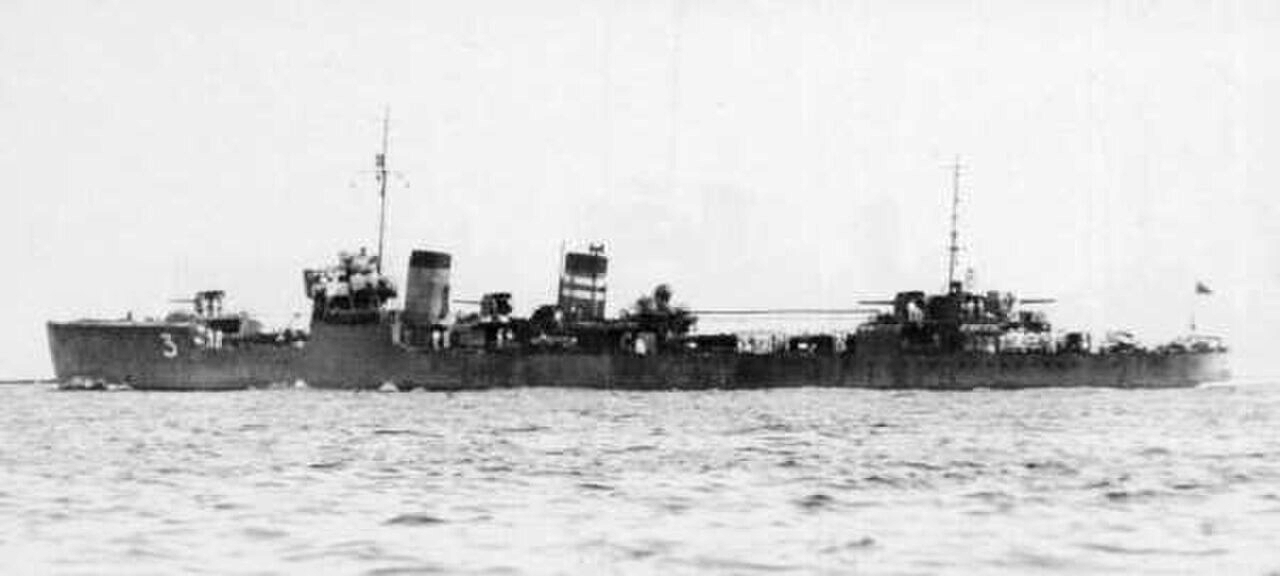
Der Zerstörer Asakaze

Die Angriffseinheit für Babar und Tanimbar bestand aus der 5. Zerstörerdivision mit den Zerstörern Asakaze, Harukaze und Matsukaze der 1. südlichen Expeditionsflotte, einer U-Boot-Jagd-Division mit dem U-Boot-Jäger Ch-5 mit der 22. Special Base Force und einem Zug der 3. Yokosuka Speziallandungseinheit an Bord und dem U-Boot-Jäger Ch-21 mit der 23. Special Base Force und einer Kompanie der 24. Special Base Force an Bord.
Die Transporteinheit der 2. südlichen Expeditionsflotte bestand aus der 2. Kanonenbootdivision mit den Kanonenbooten Manyo Maru und Hokuyo Maru.
Die japanischen Streitkräfte aus Ambon besetzten Dobo am 30. Juli, obwohl fünf NEFIS-Brigaden unter dem Kommando von Hauptmann Edwards van Muyen Widerstand leisteten, und besiegten am 31. Juli zwei Brigaden unter Leutnant F. Hieronymus, um Tual zu erobern. Aru und Babar wurden am selben Tag eingenommen. Dort gab es keinen Widerstand.
In der Zwischenzeit, am Morgen des 30. Juli, standen rund 200 japanische Marinesoldaten einer von Julius Tahija organisierten wirksamen Verteidigung auf Tanimbar gegenüber. Tahija befahl seinen Männern zunächst ihr Feuer zu stoppen, da er vermutete, dass dies die von Major Bill Jinkins versprochenen australischen Kriegsschiffe aus Darwin waren. Die Japaner marschierten am Steg entlang zum Ufer, und als sie 50 Meter entfernt waren, eröffnete Tahijas Gruppe das Feuer. Die Japaner erlitten schwere Verluste und zogen sich verwirrt zurück. Die Kämpfe dauerten zwei Stunden bis zum Morgengrauen und als eine andere japanische Gruppe südlich des Stegs landete, zog Tahija, der von Granatsplittern verwundet war, seine Männer auf die andere Seite der Insel zurück und sie entkamen auf einem Schoner. Um 6 Uhr morgens war Saumlaki in japanischen Händen. Der Schoner mit den Niederländern erreichte Darwin am 16. August.

## Nach der Invasion
die Japaner verbrachten alle Kriegsgefangenen und zivilen Internierten der Molukken nach Ambon. Sie wurden im Gefangenenlager Tantui, etwa 3 Kilometer nordöstlich von Ambon-Stadt, versammelt. Nachdem die einheimischen KNIL-Soldaten entlassen waren, verblieben dort noch rund 12.000 Personen. Fast die Hälfte der Kriegsgefangenen wurde dann im Oktober 1942 auf die chinesische Insel Hainan gebracht und im März 1943 die zivilen Internierten nach Celebes. Die restlichen Kriegsgefangenen blieben auf Ambon bis sich die Japaner ergaben.
Die Mehrheit der Gefangenen überlebte die japanische Besatzung nicht. Sie wurden durch Bomben, Hinrichtungen, Misshandlungen, Vernachlässigung und/oder Hunger getötet. Bei einem Luftangriff der Alliierten am 15. Februar 1943 kamen Dutzende Kriegsgefangene ums Leben.
Die rund 130 überlebenden Kriegsgefangenen wurden am 10. September 1945 von amerikanischen Kriegsschiffen aufgegriffen und auf die Insel Morotai gebracht.
Nach Kriegsende wurde Julius Tahija der Militär-Wilhelms-Orden für seine Aktionen in den Molukken verliehen. Er diente 1947 auch im Kabinett des Staates Ostindonesien, wo er zunächst zum Sozialminister ernannt wurde.